# Ame Nochi Egao Egao Nochi Hare
Ame Nochi Egao Egao Nochi Hare (アメノチエガオエガオノチハレ) é um single de Hironobu Kageyama. Foi lançado em 20 de janeiro de 1999 pela first smile entertainment e possui quatro faixas.

## Produção
O single possui duas músicas e suas versões instrumentais. Ambas produzidas para a série de tokusatsu Voicelugger. A faixa-título foi o primeiro encerramento, e o lado B, uma image song.
As canções foram compostas por Shunsuke Kikuchi. Ele foi um prolífico compositor japonês especializado na composição de música para a televisão e filmes, trabalhando em obras relevantes, como Doraemon e Getter Robo, da qual Kageyama já havia feito covers. Este single marca a primeira vez que Kageyama cantou uma música composta por Kikuchi para ele próprio. As letras ficaram sob a responsabilidade de Dai Sakai, que também escreveu a abertura da série, "Hoero! Voiceluggger", cantada por Ichiro Mizuki. O arranjo do lado B ficou com Hiroshi Tsutsui, que trabalhou em inúmeras trilhas sonoras de programas de tokusatsu, como Lion Man e Kamen Rider.

## Legado
Ambas as faixas foram inclusas no álbum da trilha sonora oficial da série. Kageyama incluiu ambas também em sua coletânea dupla BEST & LIVE.

## Faixas
| N.º            | Título                                          | Letras         | Música           | Arranjo         | Duração |  |
| 1.             | "Ame Nochi Egao Egao Nochi Hare"                | Dai Sakai      | Shunsuke Kikuchi | S. Kikuchi      | 2:53    |  |
| 2.             | "Change! Voicelugger"                           | D. Sakai       | S. Kikuchi       | Hiroshi Tsutsui | 3:05    |  |
| 3.             | "Ame Nochi Egao Egao Nochi Hare (Instrumental)" | instrumental   | S. Kikuchi       | S. Kikuchi      | 2:53    |  |
| 4.             | "Change! Voicelugger (Instrumental)"            | instrumental   | S. Kikuchi       | H. Tsutsui      | 3:03    |  |
| Duração total: | Duração total:                                  | Duração total: | Duração total:   | Duração total:  | 11:54   |  |